# Rigas getto

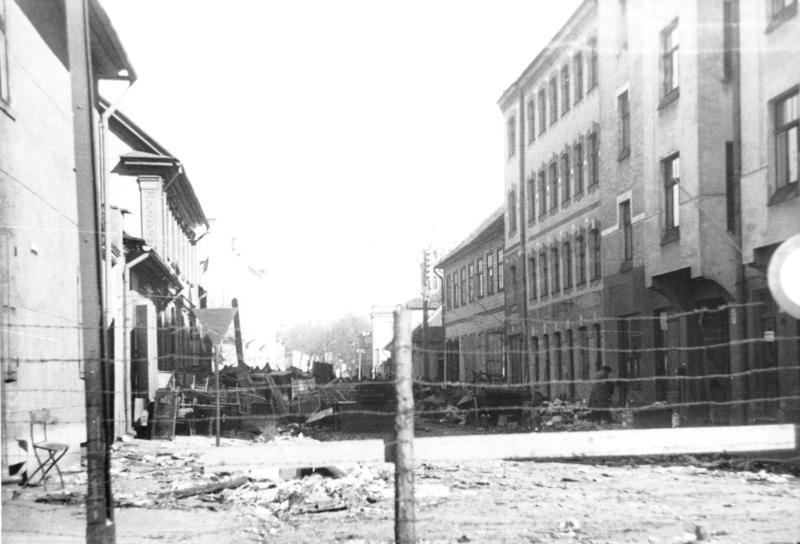
Gettot i Riga

Rigas getto var ett judiskt getto i Riga under andra världskriget. Det var beläget i stadsdelen Maskavas forštate och hyste i huvudsak lettiska och tyska judar. Ett provisoriskt getto inrättades i slutet av juli 1941, innan gettot i Maskavas forštate stod färdigt i oktober 1941.

## Bakgrund
Den 22 juni 1941 inledde Tyskland Operation Barbarossa, anfallet på den tidigare bundsförvanten Sovjetunionen. En vecka senare, den 29 juni, utnämndes Hans-Adolf Prützmann till Högre SS- och polischef för Ostland och norra Ryssland, vilket innebar att han blev SS- och polischef i det av Tyskland ockuperade Baltikum och Vitryssland. Den 1 juli intogs Riga av tyska trupper. Under Prützmanns överinseende inrättades i slutet av juli 1941 ett provisoriskt getto i Riga för att den nazityska ockupationsmakten lättare skulle kunna kontrollera och övervaka Rigas judar. Det var dock inte förrän den 25 oktober samma år, genom en order av den tyske överborgmästaren i Riga, Hugo Wittrock, som samtliga judar i Riga med omnejd koncentrerades till ett enda, taggtrådsomgärdat, getto, beläget i området Maskavas Forštate i södra Riga. Nästan 30 000 judar inhystes i bostäder i sexton kvarter. Flervåningshusen i gettot var tämligen förfallna och de sanitära förhållandena var undermåliga. Högste ansvarig för gettot var Prützmann och senare hans efterträdare, Friedrich Jeckeln.

## Massmord
Merparten av Lettlands judar, omkring 24 000 personer mördades i skogsområdet Rumbula under två dagar, den 30 november och den 8 december 1941. Tusentals tyska judar deporterades till Rigas getto och kom senare att arkebuseras. Förövare var bland andra Jeckeln, Rudolf Lange och Herberts Cukurs.
Efter massakern i Rumbula delades det ursprungliga gettot i två distrikt: det lilla gettot för de överlevande lettiska judarna och det stora gettot, benämnt "tyska gettot", för judar deporterade från Tyska riket.